# Diocesi di Polistilo
La diocesi di Polistilo (in latino: Dioecesis Polystyliensis) è una sede soppressa e sede titolare della Chiesa cattolica.

## Storia
Polistilo, nei pressi dell'antica città di Abdera in Grecia, è un'antica sede vescovile della provincia romana della Macedonia Seconda nella diocesi civile omonima, suffraganea dell'arcidiocesi di Filippi.
La diocesi fu eretta nel IX secolo sui resti della città di Abdera, distrutta da un terremoto nella prima metà del IV secolo. Un solo vescovo è conosciuto, Demetrio, presente al Concilio di Costantinopoli dell'879-880. All'epoca della quarta crociata, fu istituita la sede metropolitana di rito latino di Filippi; al suo arcivescovo Guglielmo, papa Innocenzo III confermò tutte le suffraganee che erano state del metropolita greco; tra queste anche la diocesi di Polistilo, di cui tuttavia non è noto alcun vescovo latino.
Dal XIX secolo Polistilo è annoverata tra le sedi vescovili titolari della Chiesa cattolica; la sede è vacante dal 29 aprile 1965.

## Cronotassi

### Vescovi
- Demetrio † (menzionato nell'879)

### Vescovi titolari
- Antonius Mönch † (1º luglio 1915 - 15 febbraio 1935 deceduto)
- Philip Côté, S.I. † (18 giugno 1935 - 11 aprile 1946 nominato vescovo di Suchow)
- Louis-August Chorin, M.E.P. † (10 luglio 1947 - 29 aprile 1965 deceduto)